# Sisó del Sahel
El sisó del Sahel (Lophotis savilei) és una espècie de gran ocell de la família dels otídids (Otididae) que habita al Sahel africà, des de Mauritània i el Senegal, cap a l'est, per Nigèria i Txad fins al Sudan.